# 雲林縣私立巨人高級中學
雲林縣私立巨人高級中學，簡稱巨人高中，是一所位於雲林縣北港鎮的私立完全中學，為私立高職改制而來，前稱私立宗聖商職、宗聖商工、宗聖工家、宗聖家商。

## 學校沿革
- 1965年4月呈奉教育廳核准，7月奉准立案招生，宗聖商職正式建校。
- 1968年秋，停招初級部，擴大高級部，另增設工科，校名亦由高職更改為商工職校並成立補校。
- 1986年奉准調整科別，增設家事類科，包括美容科、幼保科暨服裝科，校名亦更改為工家職校。
- 1993年6月因調整科班，校名改為家商職。
- 1994年3月奉教育廳核准改制為高級中學。
- 1995年6月奉教育部核准恢復招收國中部學生。
- 1998年7月奉教育部核准成立綜合高中部 。
- 2001年8月奉准改名巨人高級中學。

## 外部連結
- 巨人高級中學 （页面存档备份，存于）（繁體中文）